# Indre, Loire-Atlantique

Indre este o comună în departamentul Loire-Atlantique, Franța. În 2009 avea o populație de 3,986 de locuitori.